# 大畠佑紀
大畠 佑紀（おおはた ゆうき、1982年1月18日 - ）は、1990年代に活躍した日本の元体操競技選手。埼玉県戸田市出身。戸田市スポーツセンター→京都ジャンピング体操クラブ。筑波大学体育専門学群卒業。
1996年の全日本選手権で当時、同じクラブ所属の先輩でもあった菅原リサと女子個人総合で同点優勝、1997年9月に国際ジュニア大会の段違い平行棒で優勝、1998年のバンコク・アジア大会では同種目で3位入賞と健闘した。高校卒業後は第一線から退いた。